# La Tardière
La Tardière é uma comuna francesa na região administrativa da Pays de la Loire, no departamento de Vendéia. Estende-se por uma área de 20,48 km². Em 2010 a comuna tinha 1 346 habitantes (densidade: 65,7 hab./km²).